# Rosanna Walls
Rosa Ana Walls Pérez (La Laguna, Tenerife; 14 de noviembre de 1975), conocida artísticamente con el nombre de Rosanna Walls, es una modelo y actriz española.
Tras una intensa preparación como actriz, su primer papel en el cine llegó en 1997, de la mano de Juanma Bajo Ulloa en la película Airbag.

## Filmografía
- 1997 Piel de cactus de Alberto Omar.
- 1997 Al límite  de Eduardo Campoy.
- 1997 Airbag de Juanma Bajo Ulloa.
- 1999 Camino de Santiago de Robert Young.
- 1999 Muertos de risa de Álex de la Iglesia.
- 1999 Blasco Ibáñez, la novela de su vida de Luis Berlanga.
- 2000 Me da igual de David Gordon.
- 2000 El corazón del guerrero de Daniel Monzón.
- 2001 Merry Christmas de Neri Parenti producida por Filmauro, Italia.
- 2001 Torrente 2: Misión en Marbella de Santiago Segura.
- 2003 Agents secrets de Frédéric Schoendorffer, producida por La Chauve Souris, Francia.
- 2003 Trileros de Antonio del Real.
- 2006 El vuelo del Guirre de Teodoro y Santiago Ríos.
- 2007 La conjura de El Escorial de Antonio del Real.
- 2010 Finisterrae (Festival Sónar 2010) de Sergio Caballero

Su papel más recordado es el de la agente Robertson en la película Torrente 2: Misión en Marbella.
Rosanna ha sido portada de diversas revistas, incluyendo Man, Interviú y Sie7e.
Desde 2010 presenta en Antena.Nova Objetivo: InTouch, junto a María Rodríguez.

## Premios
En 2003 le fue otorgado el Premio Artemi a la mejor actriz canaria.
Dedicada desde el 2007 a la divulgación del cómic, es productora de http://www.spaincomic.tv